# Călești, Gorj
Călești este un sat în comuna Stănești din județul Gorj, Oltenia, România.

## Imagini

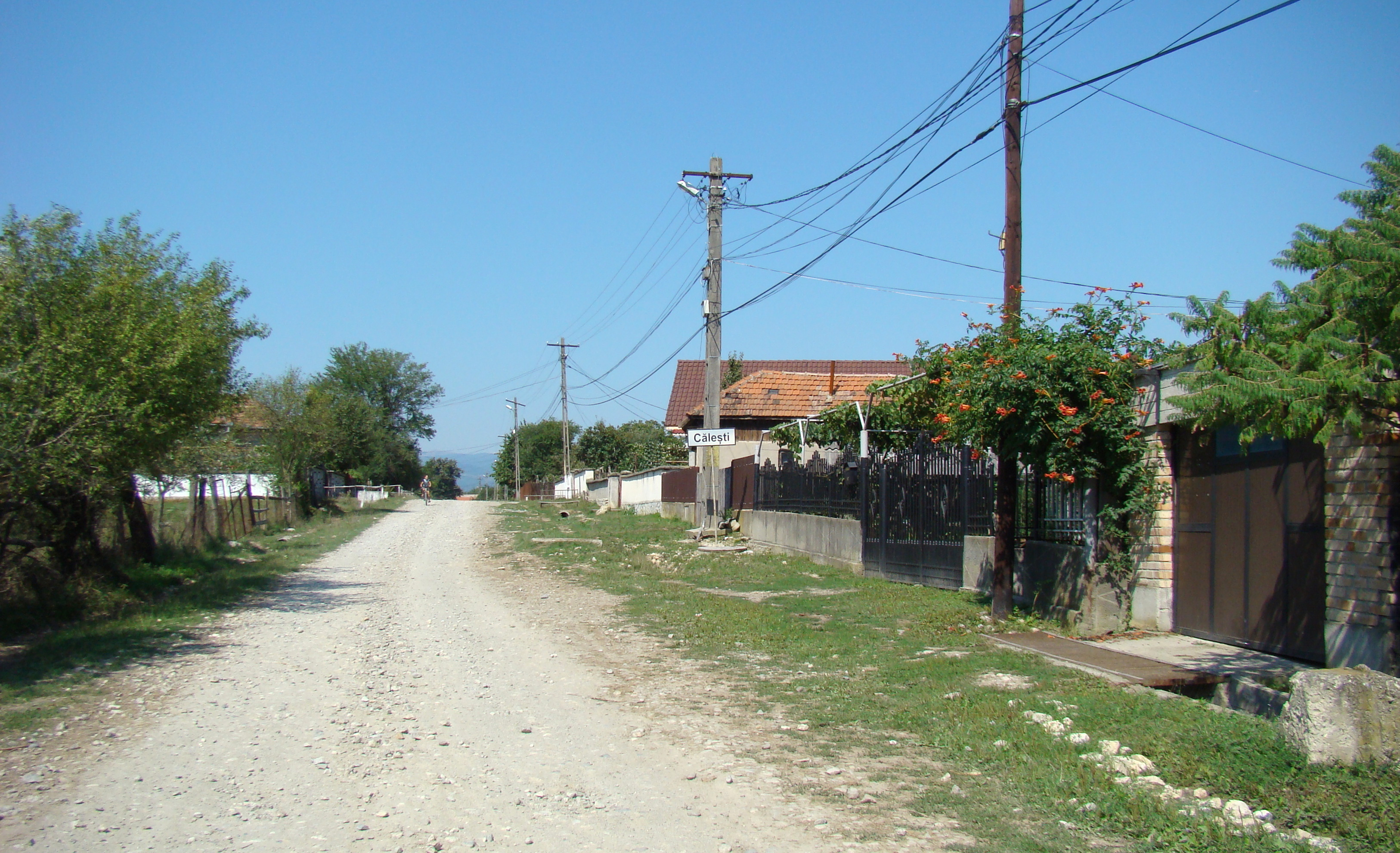
Intrarea în localitate
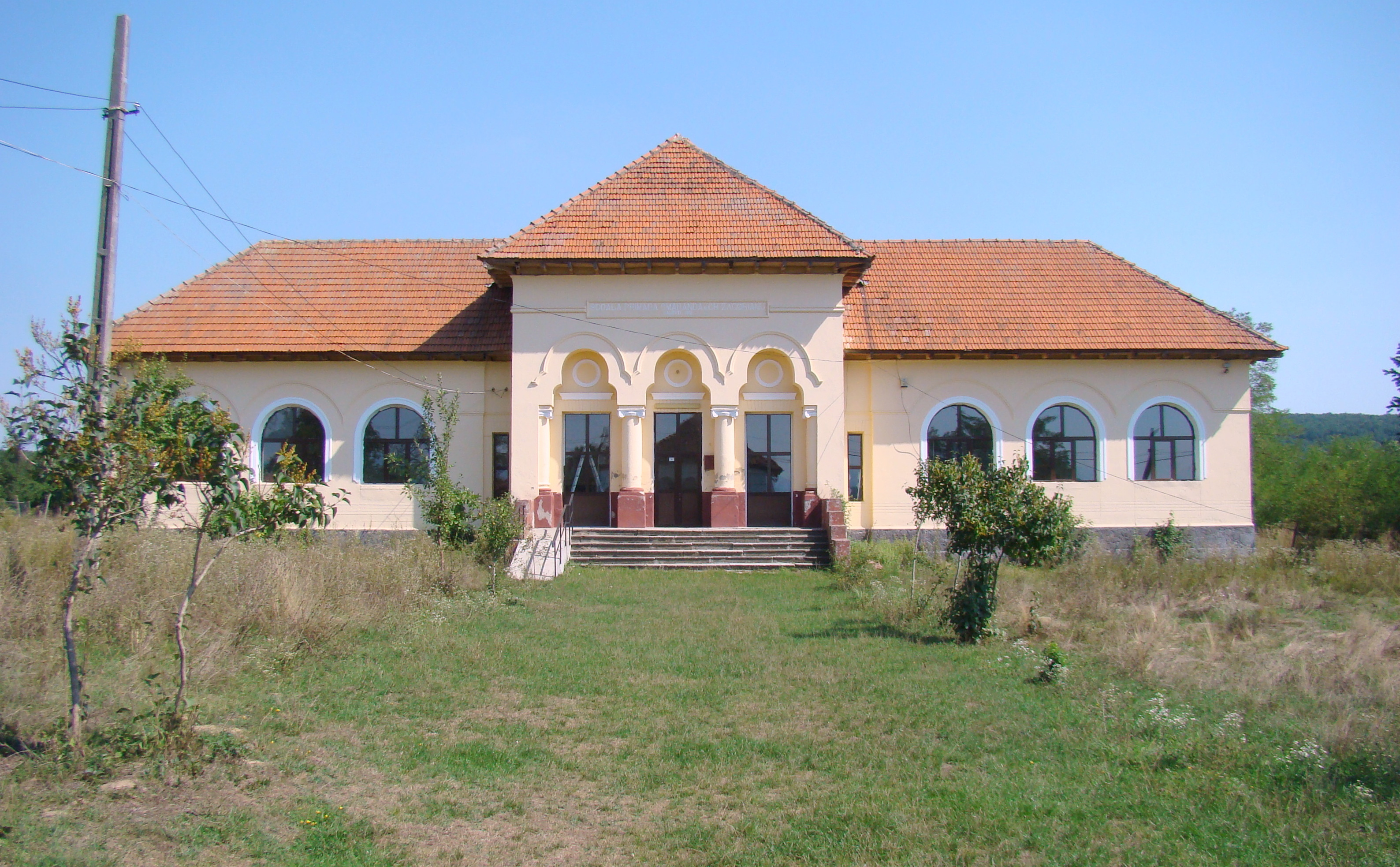
Școala
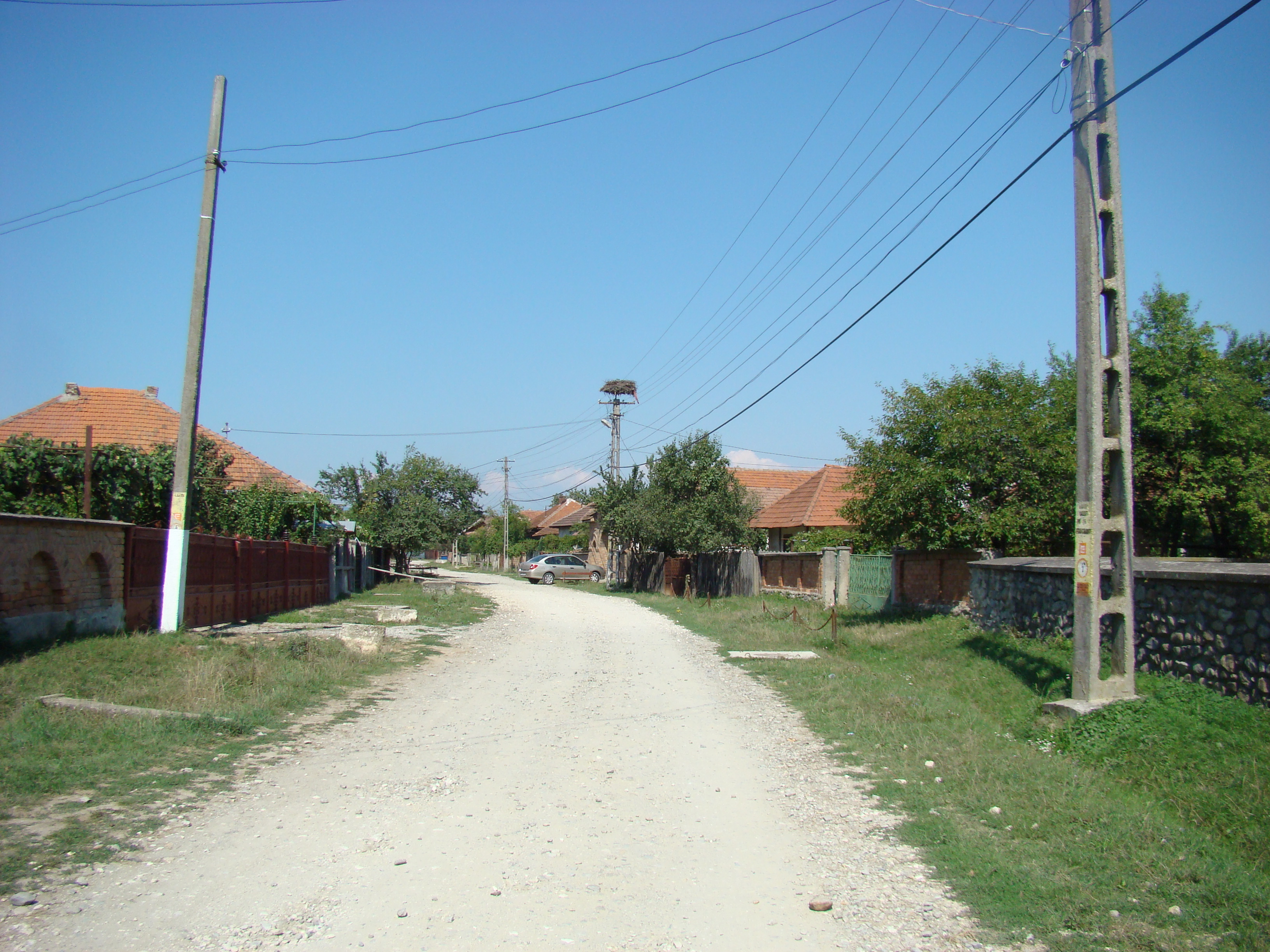
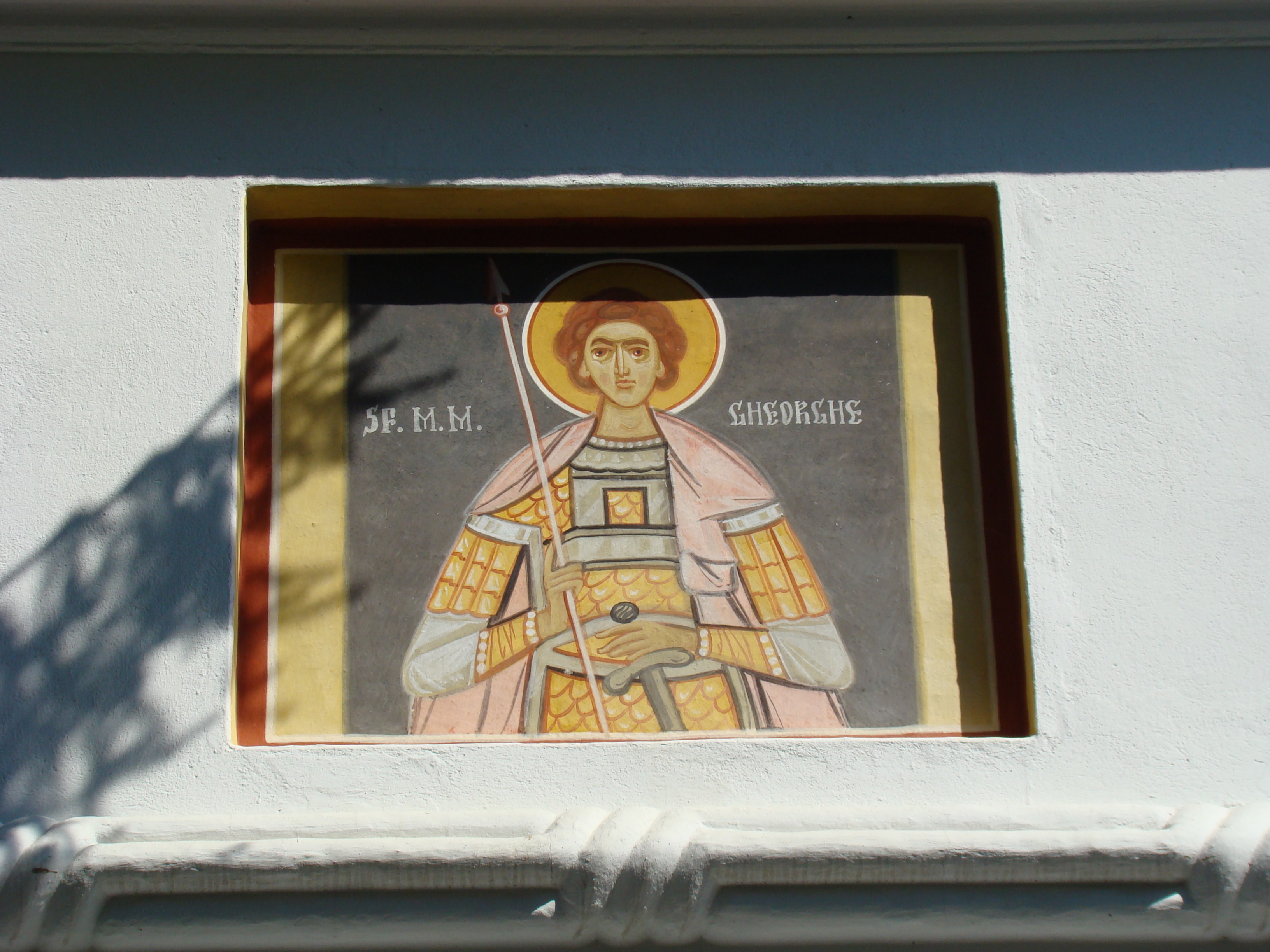
Biserica „Sfântul Gheorghe” (icoana de hram)

 Acest articol despre o localitate din județul Gorj este deocamdată un ciot. Puteți ajuta Wikipedia prin completarea lui.